# A kellemetlen szomszédság
A kellemetlen szomszédság a Vízipók-csodapók című rajzfilmsorozat harmadik évadának hatodik epizódja. A forgatókönyvet Kertész György írta.

## Cselekmény
Keresztespóknak igencsak kellemetlen szomszédsága akad: a Szú család. A percegéstől nem tud pihenni, a portól pedig már a legyek sem tapadnak a hálójába. Egészen addig, amíg a fakopáncsok arra nem járnak...

## Alkotók
- Rendezte: Szabó Szabolcs, Haui József
- Írta: Kertész György
- Dramaturg: Szentistványi Rita
- Zenéjét szerezte: Pethő Zsolt
- Főcímdalszöveg: Bálint Ágnes
- Ének: ?
- Operatőr: Magyar Gyöngyi, Pugner Edit
- Hangmérnök: Bársony Péter
- Hangasszisztens: Zsebényi Béla
- Effekt: Boros József
- Vágó: Czipauer János, Völler Ágnes
- Háttér: N. Csathó Gizella
- Rajzolták: Kricskovics Zsuzsa, Vágó Sándor
- Kihúzók és kifestők: Gömöry Dorottya, Jávorka Márta, Kiss Mária
- Asszisztens: Halasi Éva, Varró Lászlóné
- Színes technika: Szabó László
- Felvételvezető: Gödl Beáta
- Gyártásvezető: Vécsy Veronika
- Produkciós vezető: Mikulás Ferenc

- A laboratóriumi munkák a Magyar Filmlaboratórium Vállalatnál készültek
- Készítette a Magyar Televízió megbízásából a Pannónia Filmstúdió

## Szereplők
- Vízipók: Pathó István
- Keresztespók: Harkányi Endre
- Katica: Gyurkovics Zsuzsa
- Szúbogár anyuka: Győri Ilona
- Fehér légy: Mikó István